# Bill Pepper
William George „Bill“ Pepper (* 2. Quartal 1895 in Faversham; † 25. Oktober 1918 in Mesopotamien) war ein englischer Fußballspieler. 

## Karriere
Pepper spielte als Torhüter für Sheppey United in der Kent League, bevor er Anfang Februar 1913 für Leicester Fosse in einem Freundschaftsspiel gegen den FC Gillingham als Testspieler zum Einsatz kam. Bei dem 2:0-Sieg, in dem auch der schwedische Nationalspieler Karl Gustafsson erstmals für Leicester auflief, wurde Pepper presseseitig dafür gelobt, dass „er sich als Rückhalt erwies“ und „eine sehr zufriedenstellende Vorstellung gab“. Bereits eine Woche später debütierte er in der Football League Second Division für Leicester anstelle des Stammtorhüters Fred Mearns. Die Partie bei Leeds City endete allerdings mit einer 1:5-Niederlage. Im April war er für das letzte Saisonheimspiel gegen den FC Burnley vorgesehen, musste seinen Einsatz aber am Spieltag absagen und wurde durch Harry Furr ersetzt. Im Herbst 1913 trat er kurzzeitig für Gillingham in Erscheinung, neben einem Auftritt in der Southern League, als er anstelle des langjährigen Stammkeepers A. V. Bailey im September 1913 in einer Ligapartie gegen Southend United (Endstand 4:2) zum Einsatz kam, spielte er auch mehrfach für das Reserveteam in der South Eastern League.
Beruflich war Pepper als Flaschenwäscher in einer Mineralwasserfabrik in Faversham tätig. Im Ersten Weltkrieg diente er im Range eines Lance Corporals im Queen’s Own Royal West Kent Regiment. Dabei kam er während Kampfhandlungen an der Mesopotamienfront am 25. August 1918 ums Leben, wenige Tage vor dem Waffenstillstand von Moudros. Sein Name findet sich am Basra-Denkmal.